# حسن أبو الفتوح
حسن أبو الفتوح هو الرئيس الخامس عشر لنادي الزمالك، تولى رئاسة النادي في عام 1988، في عهده تم إنشاء العديد من المنشأت الرياضية منها الجمنزيوم، واستمر رئيسًا للنادي حتى وفاته عام 1990.